# Масанов, Юрий Иванович
Юрий Иванович Масанов (18 декабря 1911, Москва, Российская империя — 16 июня 1965, Москва, СССР) — советский библиограф и литературовед.

## Биография
Родился 18 декабря 1911 года[по какому календарю?] в Москве в семье выдающиеся библиографа И. Ф. Масанова (1874-1945).
Отец прививал своему сыну любовь к книге с самого раннего детства, но после окончания средней школы Юрий пошёл учиться не по библиотечному профилю; он поступил в Московский автодорожный институт. Работал военным инженером на Щёлковском аэродроме, но, одновременно, все-таки под влиянием своего отца занимался и библиографией. В 1941 году в связи с началом войны ушёл добровольцем на фронт и прошёл всю войну. Находясь на службе получил печальную новость, что 25 февраля 1945 года скончался его отец. Спустя год после завершения войны был демобилизован.
Краевед и архивист Я. Н. Жданович (1885—1953) вспоминал, что во время войны И. Ф. Масанов с горечью сказал ему: «Сын не станет заниматься этим». Однако сын решил пойти по его стопам, связав свою жизнь с библиографоведением. В письме к библиографу Н. П. Рогожину он писал 12 января 1946 года, что «подал рапорт на увольнение с армейской службы» и с нетерпением ждёт, когда сможет «заняться любимой работой — библиографией».
В мае 1946 года он был принят на работу в Всесоюзную книжную палату и стал её ведущим научным сотрудником. Позаимствовал у своего отца характер трудовой деятельности и внёс огромный вклад в развитие государственной библиографии, истории библиографии периодической печати, и статистике печати. До середины 1950-х годов жил в отцовском доме на Гоголевской улице в Черкизово, затем переехал на улицу Чкалова (дом 44. кв. 2).
Скоропостижно скончался в Москве 16 июня 1965 года.

## Научные работы
Основные научные работы посвящены государственной библиографии, истории библиографии периодической печати и статистике печати. Автор свыше 30 научных работ.